# Thlaspi septigerum
Thlaspi septigerum là một loài thực vật có hoa trong họ Cải. Loài này được Jafri miêu tả khoa học đầu tiên.